# Platyrhacus scaber
Platyrhacus scaber är en mångfotingart som beskrevs av Carl Ludwig Koch 1847. Platyrhacus scaber ingår i släktet Platyrhacus och familjen Platyrhacidae. Inga underarter finns listade i Catalogue of Life.